# Грануляции паутинной оболочки
Грануляции паутинной оболочки (лат. granulationes arachnoideae) — небольшие (до 300 микрон в диаметре) выпуклые образования паутинной оболочки головного мозга, выпячивающиеся через твёрдую оболочку и участвующие в циркуляции спинномозговой жидкости. Через грануляции паутинной оболочки спинномозговая жидкость выходит из подпаутинного пространства в синусы твёрдой мозговой оболочки и смешивается с основным потоком крови. Большая часть грануляций сосредоточена внутри черепа, в верхнем сагиттальном синусе, однако они встречаются во всех синусах, связанных с твёрдой мозговой оболочкой, грануляции обнаружены также в спинномозговой паутинной оболочке. На внутренней поверхности костей, образующих свод черепа, грануляции паутинной оболочки оставляют так называемые гранулярные вдавления (fovéolae granuláres), которые хорошо заметны, например, на теменной кости. Для них до сих пор используется устаревшее авторское название, пахионовы грануляции, по имени впервые описавшего их в 1705 году итальянского анатома Антонио Паккиони (1665—1726).

## Строение
Поскольку грануляции паутинной оболочки очень малы, их подробные исследования строения были выполнены только в 1980-е годы с применением электронного микроскопа. В грануляциях выделяются четыре части:
- внутреннее центральное ядро, состоящее из клеток паутинной оболочки, фибробластов и волокон соединительной ткани
- охватывающий это ядро слой клеток, являющийся продолжением паутинной оболочки
- тонкая фиброзная капсула
- внешний слой полигональных клеток паутинной оболочки, непосредственно контактирующих с жидкостями синуса или внеклеточных цистерн.

## Развитие
Микроскопические ворсинки паутинной оболочки (villi arachnoideae) присутствуют в области верхнего сагиттального синуса уже у эмбриона на поздних стадиях развития и у новорождённого. К полутора годам жизни ребёнка они увеличиваются в размерах и принимают форму колбочки с расширенной дистальной частью и стебельком, прикрепленным к мягкой оболочке мозга в теменно-затылочной области верхнего сагиттального синуса, а к трём годам обнаруживаются и в боковых синусах задней черепной ямки. С возрастом структура грануляций усложняется, они могут формировать дольки и ветвиться. Часть грануляций может подвергаться фиброзу, гиалинизации и обызвествлению, и такие кальцинированные образования называются пахионовыми тельцами. У взрослого человека могут одновременно присутствовать грануляции на различных стадиях развития.

## Изображения

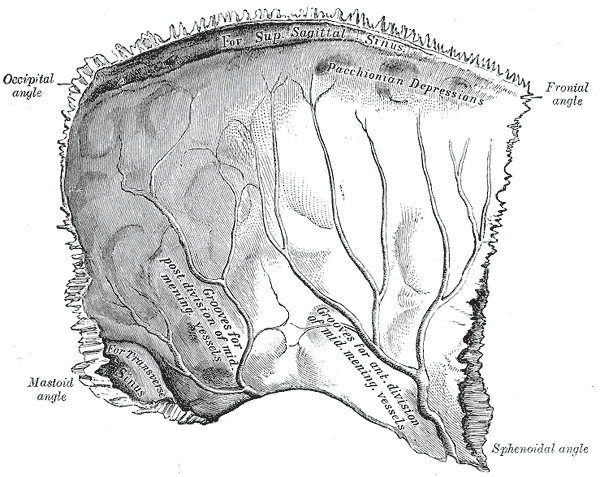
Левая теменная кость. В верхней части видны грануляции
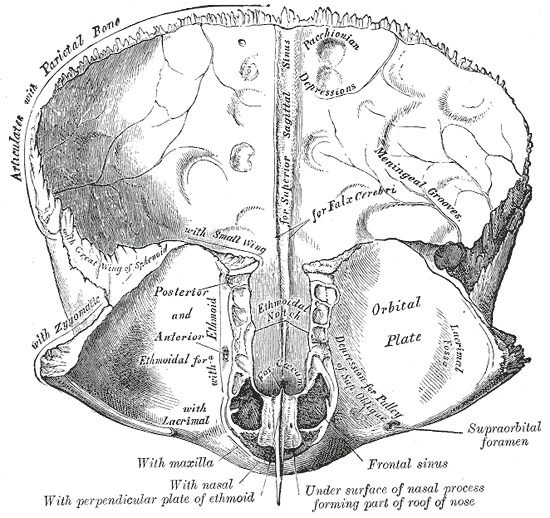
Лобная кость. Внутренняя поверхность
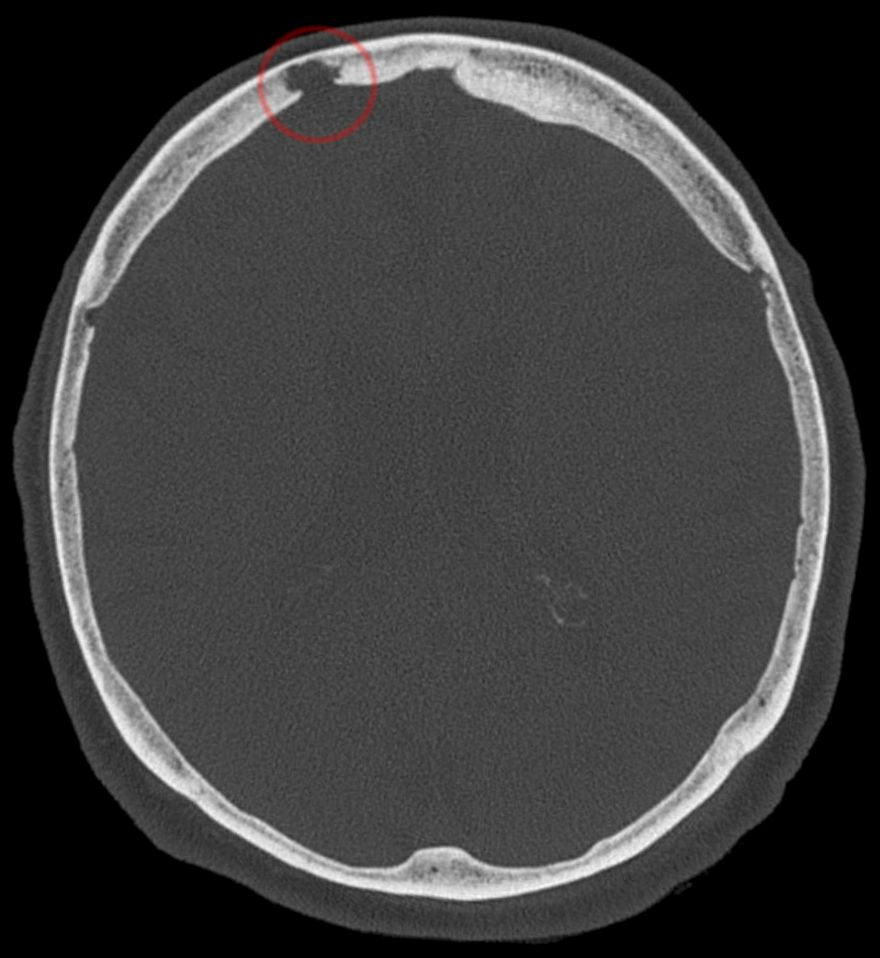
Компьютерная томограмма с грануляциями